# Apapane
De apapane (Himatione sanguinea) is een zangvogel uit de familie Fringillidae (vinkachtigen).

## Verspreiding en leefgebied
Deze soort is endemisch op Hawaï.